# Жофроа дьо Тоази
Жофроа дьо Тоази (на френски: Geoffroy de Thoisy) е бургундски рицар, кавалер на Ордена на Златното Руно и адмирал на флота на херцог Филип III Добрия. Той е роден в градчето Мимьор в днешния департамент Кот д'Ор във Франция.

## Обсада на Родос 1444
През 1440 г. остров Родос, владение на Ордена на Хоспиталиерите е нападнат от флота на египетските мамелюци. Великият магистър Жан дьо Ластик предприема необходимите мерки, за да се справи със заплахата и изпраща посланици в дворовете на християнските владетели, за да получи подкрепление. Херцогът на Бургундия Филип III Добрия отговаря на призива му и изпраща бургундска флотилия водена от Жофроа дьо Тоази, за да се противопостави на враговете на Ордена. През 1442 г. корабите на Дьо Тоази се базират в Родос, откъдето атакуват мюсюлманския флот и брегова линия. След като презимува във Франция, бургундският флот отново се отправя към северноафриканския бряг и Родос. През 1444 г., когато втори мамелюкски флот от 75 кораба и 18 000 войници напада острова, бургундците оказват съществена помощ на хоспиталиерите да вдигнат обсадата на град Родос, която продължила четиридесет дни. На 10 август 1444 г., мамелюците свалят обсадата на Родос, след като претърпяват сериозни загуби.

## Бургундската експедиция през 1445
След обсадата на Родос, в отговор на призива на Византия за помощ срещу османското настъпление, Филип III Добрия нарежда на Жофроа дьо Тоази да присъедини корабите си към флота на Валериан дьо Ваврен, който трябва да подпомогне Варненския кръстоносен поход и да блокира Проливите. Бургундският флот се отравя към Галиполи през юли 1444 г., но не успява да попречи на османската армия да премине през Проливите и да се насочи към Варна. Дьо Тоази се присъединява към Ваврен в Константинопол, където прекарват зимата. Междувременно кръстоносната армия, водена от полския крал Владислав Ягело и унгарския военачалник Янош Хуняди претърпява катастрофално поражение на 10 ноември 1444 от обединените армии на Мурад II край Варна. През пролетта на 1445 г. Ваврен отплава на север към делтата на Дунав за да се присъедини към унгарците на Хуняди и влашките сили на Влад Дракул, докато Жофроа дьо Тоази повежда корабите си по южното крайбрежие на Черно море.

## В Черно море
В Черно море Жофроа дьо Тоази започва да се занимава с пиратство и да ограбва кораби и крайбрежни селища (турската крепост Юние). В Трапезунд, където преоборудва корабите си, Дьо Тоази разбира за голям търговски кораб, принадлежащ на „християнски схизматици“, в близкото пристанище Вати (Батуми). Въпреки че императорът на Трапезунд Йоан IV Мегакомнин го предупреждава, че населението на Грузия е християнско, Дьо Тоази отплава към Батуми, твърдейки, че неговите заповеди са да се бори с всички схизматици, които не се подчиняват на папата. Грузинците обаче са предупредени за бургундския флот и местният княз Патано Гуриели събира войските си. В пристанището на Батуми, бургундците попадат в засада, като много от тях са убити и пленени, включително и Жофроа дьо Тоази. Спасилите се кораби достигат до генуезкото пристанище Кафа и докладват на Валериан дьо Ваврен, който изпраща рицаря хоспиталиер Рено (Реналд) дьо Конфид да помоли императора на Трапезунд да посредничи за освобождаването на Тоази. Императорът се застъпва пред грузинците и Жофроа дьо Тоази е освободен през май 1445 г. Той отплава за Кафа, като по пътя атакува два гръцки търговски кораба. След като напускат гръцки води, през юли 1445 г. бургундците пленяват 400 татари на брега на Азовско море и малък турски кораб. В крайна сметка пиратството на Дьо Тоази довежда до протестна нота от правителството на Генуа към херцога на Бургундия. Това принуждава Дьо Тоази да се върне в Константинопол, където е поканен от Валериан дьо Ваврен да се присъедини към кампанията му с унгарците и власите. Той предпочита обаче да се върне с корабите си в Марсилия.

## Експедицията от 1464 г.
През 1453 г., след падането на Константинопол, папа Николай V проповядва нов кръстоносен поход срещу турците. Бургундия е поканена да участва, но първо трябва да се справи с Гентското въстание. Адмирал Дьо Тоази поема командата на флота, който осъществява речната и морската блокада на бунтовническия град. След като потушава бунта, Жофроа дьо Тоази отново се връща към плановете за участие в кръстоносен поход по призива на папата. Мненията в Бургундия обаче са разделени и не се стига до нова кампания до 1463 г. На 19 октомври 1463 г. във Ватикана, се сключва споразумение между папа Пий II, Република Венеция и херцога на Бургундия за нов поход срещу турците. Накрая се комплектова малка армада от двадесет бойни кораба под командата на адмирал Жофроа дьо Тоази и втория му син Жак дьо Тоази. Отпътуването става на 21 май 1464 г. Флотът минава по бреговете на Испания и прави междинно спиране в Галисия, за да позволи на кръстоносците да отидат на поклонение в Сантяго де Компостела. Смъртта на папата на 14 август 1464 г. променя ситуацията и херцогът на Бургундия прекратява експедицията.